# TCR Európa-kupa
A TCR Európa-kupa egy évente megrendezésre kerülő túraautóverseny-sorozat, amelyet Európa különböző helyszínein rendeznek meg.
2015. október 15-én Marcello Lotti nyilvánosságra hozta egy európai sorozat terveit, amely 2016-tól kezdődően minden, a TCR technikai szabályainak megfelelő európai bajnokságból (Olaszország, Spanyolország, Németország, Portugália, Oroszország és Benelux államok) tartalmaz egy-egy fordulót. 2016. február 26-án indult el az európai trófea, hat fordulóval (a spanyol bajnokságot kizárták, mivel akkor nem volt saját sorozata az országnak, a Benelux államok sorozatának pedig két fordulója volt). 2016. február 26-án utólagos módosításra került sor, és a német sorozatból több fordulót is betettek a naptárba.
A 2017-es évben egy helyszínen rendezték meg a szériát, két futammal. A 2018-as szezonra a sorozatot felfrissítették és 7 helyszínre látogattak el a mezőny tagjai, amelyek közül öt az International GT Open versenysorozat betétfutama volt. A következő évben a sorozatnak továbbra is 7 versenye volt Európa-szerte, körülbelül 30 autóval fordulónként, és továbbra is az International GT Opennel rendeztek közös hétvégéket. A Covid19-pandémia miatt a 2020-as szezon kezdete augusztus végére lett halasztva, és 25 autóból álló rajtráccsal vágott neki az idénynek.
A versenysorozat hétvégéinek eseményeit a TCR TV weboldalán valamint a TCR TV YouTube csatornáján keresztül szokták közvetíteni. Korábban Magyarországon a Sport TV sugározta a versenyeket.
Az első hölgyversenyző, aki dobogóra állhatott Jessica Bäckman volt, aki a 2019-es hockenheimi hétvége második versenyén állhatott fel a dobogó harmadik fokára, az első női győztes pedig Michelle Halder volt, aki a 2020-as zolderi hétvége második versenyét nyerte meg.
A szériában korábban olyan magyar csapatok szerepeltek, mint a M1RA és Zengő Motorsport, a magyar versenyzők közül pedig Michelisz Norbert, Tassi Attila, Nagy Dániel, Ficza Ferenc, Szabó Zsolt, Jedlóczky Márk, Tenke Tamás és Losonczy Levente is részt vettek a sorozat küzdelmeiben.
Mikel Azcona volt az első versenyző, aki a bajnoki címek terén duplázni tudott a bajnokságban, miután a 2018-as esztendőt követően 2021-es évadot is megnyerte.
2025. februárjában bejelentették, hogy miután az elmúlt években csökkent a széria résztvevőinek száma, így új promóter – a sorozatban korábban versenyzőként is szereplő – Rubén Fernández veszi át Paolo Ferreira pozícióját. Az új promóter bemutatásakor azt is nyilvánosságra hozták, hogy a 2025-ös szezonra több, mint 20 teljes szezonos nevező várható. Áprilisban pedig megerősítést nyert a hír: 23 versenyző szerepel a széria új évadában, a beugró versenyzőkkel együtt pedig a versenyhelyszíneken összesen 26 autó indulhat el.

## Bajnokok
| Év   | Egyéni               |                              | Csapat |
| ---- | -------------------- | ---------------------------- | ------ |
| 2016 | Pierre-Yves Corthals |                              |        |
| 2017 | Aurélien Comte       | Target Competition           |        |
| 2018 | Mikel Azcona         | Hell Energy Racing with KCMG |        |
| 2019 | Josh Files           | Target Competition           |        |
| 2020 | Mehdi Bennani        | Comtoyou Racing              |        |
| 2021 | Mikel Azcona         | Sébastien Loeb Racing        |        |
| 2022 | Franco Girolami      | Comtoyou Racing              |        |
| 2023 | Tom Coronel          | Comtoyou Racing              |        |
| 2024 | Franco Girolami      | ALM Motorsport               |        |
| 2025 |                      |                              |        |

### Trophy
| 2016 |                    |                  |                  |                    |
| 2017 |                    |                  |                  |                    |
| 2018 | Jean-Karl Vernay   | Giovanni Altoè   |                  |                    |
| 2019 | Julien Briché      |                  |                  |                    |
| 2020 | John Filippi       | Nicolas Baert    | Stéphane Ventaja |                    |
| 2021 | Niels Langeveld    | Nicolas Baert    | Isidro Callejas  | Viktor Davidovszki |
| 2022 | Franco Girolami    |                  | Marco Butti      | Viktor Davidovszki |
| 2023 |                    | Kobe Pauwels     | Tom Coronel      |                    |
| 2024 | Ignacio Montenegro | Felipe Fernández |                  |                    |

## A szériában eddig szereplő márkák
| Márka      | Modell                   | Modell | Motor                            | Fejlesztő               | Időszak   |
| ---------- | ------------------------ | ------ | -------------------------------- | ----------------------- | --------- |
| Alfa Romeo | Giulietta TCR            |        | Fiat 1750 TBi I4                 | Romeo Ferraris          | 2017–2018 |
| Audi       | RS 3 LMS TCR (2017)      |        | Volkswagen EA888 2.0 R4 TSI I4   | Audi Sport              | 2017–2024 |
| Audi       | Audi RS 3 LMS TCR (2021) |        | Volkswagen EA888 2.0 R4 TSI I4   | Audi Sport              | 2022–     |
| Cupra SEAT | León TCR                 |        | Volkswagen EA888 2.0 R4 TSI I4   | Cupra Racing            | 2016–2023 |
| Cupra SEAT | León Competición TCR     |        | Volkswagen EA888 2.0 R4 TSI I4   | Cupra Racing            | 2021–     |
| Cupra SEAT | León VZ TCR              |        | Volkswagen EA888 2.0 R4 TSI I4   | Cupra Racing            | 2024–     |
| Fiat       | Tipo TCR                 |        | FCA GME MultiAir AT8 2.0T I4     | Tecnodom Sport          | 2020      |
| Honda      | Civic Type R TCR FK2     |        | Honda K20C1 i-VTEC DOHC Turbo I4 | JAS Motorsport          | 2016–2019 |
| Honda      | Civic Type R TCR FK8     |        | Honda K20C1 i-VTEC DOHC Turbo I4 | JAS Motorsport          | 2018–     |
| Honda      | Civic Type R TCR FL5     |        | Honda K20C1 i-VTEC DOHC Turbo I4 | JAS Motorsport          | 2023–     |
| Hyundai    | i30 N TCR                |        | Hyundai Theta II G4KD I4         | Hyundai Motorsport      | 2018–2022 |
| Hyundai    | Hyundai Elantra N TCR    |        | Hyundai Theta II G4KD I4         | Hyundai Motorsport      | 2021–     |
| Hyundai    |                          |        |                                  | 2024–                   |           |
| Lynk & Co  | 03 TCR                   |        | Volvo JLH-4G20TD I4              | Cyan Racing             | 2023–     |
| Opel       | Astra TCR                |        | GM Ecotec LDK A20NFT I4          | Opel Performance Center | 2016–2019 |
| Peugeot    | 308 TCR                  |        | PSA Prince EP6FDTR 1.6l THP I4   | Peugeot Sport           | 2018–2023 |
| Renault    | Mégane R.S. TCR          |        | Renault M5Pt I4                  | Vuković Motorsport      | 2019      |
| Subaru     | WRX STi TCR              |        | Subaru EJ20 H4                   | Top Run Motorsport      | 2018      |
| Volkswagen | Golf GTI TCR             |        | Volkswagen EA888 2.0 R4 TSI I4   | Volkswagen Motorsport   | 2016–2019 |
| Márka      | Modell                   | Modell | Motor                            | Fejlesztő               | Időszak   |

## Versenyhelyszínek
| Ország        | Versenypálya                   | Pályarajz | Megrendezések száma  |
| ------------- | ------------------------------ | --------- | -------------------- |
| Ausztria      | Red Bull Ring                  |           | 2 (2019, 2025)       |
| Ausztria      | Salzburgring                   |           | 1 (2024)             |
| Belgium       | Zolder                         |           | 3 (2016, 2020, 2024) |
| Belgium       | Circuit de Spa-Francorchamps   |           | 8 (2018–)            |
| Franciaország | Circuit Paul Ricard            |           | 5 (2018, 2020–2023)  |
| Franciaország | Circuit de Pau-Ville           |           | 1 (2023)             |
| Hollandia     | Circuit Zandvoort              |           | 3 (2016, 2018, 2021) |
| Hollandia     | TT Circuit Assen               |           | 1 (2018)             |
| Magyarország  | Hungaroring                    |           | 3 (2018–2019, 2023)  |
| Németország   | Nürburgring                    |           | 3 (2016, 2022)       |
| Németország   | Hockenheimring                 |           | 3 (2016, 2019, 2025) |
| Németország   | Motorsport Arena Oschersleben  |           | 1 (2019)             |
| Németország   | Norisring                      |           | 1 (2022)             |
| Oroszország   | Misano World Circuit           |           | 2 (2016, 2025)       |
| Oroszország   | Adria International Raceway    |           | 1 (2017)             |
| Oroszország   | Autodromo Nazionale di Monza   |           | 6 (2018–2023)        |
| Oroszország   | Szmolenszk Ring                |           | 1 (2016)             |
| Spanyolország | Circuito de Jerez-Ángel Nieto  |           | 1 (2016)             |
| Spanyolország | Circuit de Barcelona-Catalunya |           | 8 (2018–)            |
| Spanyolország | Circuito Permanente del Jarama |           | 1 (2020)             |
| Portugália    | Algarve International Circuit  |           | 3 (2022–2023, 2025)  |
| Szlovákia     | Automotodróm Slovakia Ring     |           | 2 (2020–2021)        |
| Ország        | Versenypálya                   | Pályarajz | Megrendezések száma  |

## Külső hivatkozások
- A TCR Európa-kupa hivatalos weboldala